# Doomsday (2008)
Doomsday (prt: Doomsday - Juízo Final; bra: Juízo Final) é um filme teuto-britano-sul-africano-estadunidense de 2008, dos gêneros drama, ação, aventura, suspense e ficção científica, escrito e dirigido por Neil Marshall.

## Sinopse
Quando um vírus terrível é descoberto em Londres, uma equipe viaja à Escócia — país já em quarentena por causa desse vírus — em busca de uma possível cura.

## Produção
O filme foi rodado de fevereiro a maio de 2007, a maior parte na África do Sul.